# Estructura organizacional de Cúcuta

## Juntas Administradoras Locales
La cabecera municipal está organizada en diez comunas, cuya delimitación fue efectuada por la Secretaría de Desarrollo a la Comunidad y la Oficina de Planeación Municipal, de conformidad con lo ordenado por el acuerdo n.º 061 del 18 de agosto de 1994. Mientras, los centros poblados y veredas están organizadas por corregimientos.
Tanto las comunas como los corregimientos son representados ante el gobierno municipal por las Juntas Administradoras Locales (Jal), las cuales ejercen sus funciones de acuerdo a lo ordenado y establecido por la ley, en especial, al reglamento impuesto mediante el Acuerdo 061 del 18 de agosto de 1994.
Cada comuna debe tener su Jal, la cual se compone de 7 dignatarios que son elegidos por votación popular y por un período de un año. 
Las Jal deben velar por la buena prestación de los servicios públicos, por el saneamiento ambiental, la salud, la educación, las obras públicas que se deban efectuar y/o por las que se están efectuando, por el transporte y la organización comunitaria. Podrán, a más de lo anterior, indicar al Alcalde la prioridad de las obras, proponer planes de inversión y deben ser partícipes de los programas de desarrollo del Municipio.

## Administración
Administrativamente la Alcaldía de Cúcuta se divide en dos grandes grupos: La Administración Central y los Entes descentralizados. Se entiende por Administración Central, el conjunto de Entidades que dependen directamente del Alcalde. Estas Entidades son denominadas Secretarías o Departamentos Administrativos. 
Las Secretarías son unidades administrativas cuyo principal objetivo es la prestación de servicios a la Comunidad o a la Administración Central. Los Departamentos Administrativos son unidades de carácter técnico. 
Las Entidades que componen o integran la Administración Central, son las siguientes:
Secretaría General 
Secretaría de Gobierno 
Secretaría de Hacienda 
Secretaría de Obras Públicas 
Secretaría de Educación 
Secretaría de Desarrollo a la Comunidad 
Departamento de Planeación 
Departamento de Tránsito 
Tesorería Municipal 
Centro Cultural Municipal 
Departamento Jurídico 
Control Interno 
Las funciones que desempeñan cada una de las anteriores Entidades son las siguientes: 

#### Secretaría General
Son sus funciones: Asistir al alcalde en la planeación, organización, control y ejecución de los programas de la administración; atender la organización y el funcionamiento del despacho del alcalde; actuar como secretario del Consejo de Gobierno y vigilar el oportuno cumplimiento de las decisiones del mismo; velar por el cumplimiento de las normas legales que regulan el funcionamiento de la Alcaldía; estudiar, revisar y preparar los proyectos de acuerdos, resoluciones, decretos y contratos relacionados con asuntos de competencia de la Alcaldía. 

#### Secretaría de Gobierno
Le corresponde a la Secretaría de Gobierno desarrollar y evaluar todos los programas y campañas de la administración municipal, tendientes a garantizar los derechos civiles, sociales, vida, honra y bienes de los habitantes del Municipio. 
Coordinar la política a seguir referente al control de precios, pesos y medidas; rifas, juegos y espectáculos; establecimientos públicos, aseo y ornato; ventas ambulantes y estacionarias, velando por el cumplimiento de las disposiciones legales vigentes y aplicando las respectivas sanciones cuando se violen dichas normas. Además, deberá vigilar y atender la reclusión de personas que se hallen a cargo de las autoridades de Policía Municipal; recibir y dar trámite a las querellas ordinarias o sumarias de statu quo; instruir, tramitar y fallar las querellas por contravenciones e infracciones a los códigos de tránsito; ejecutar el control sobre avisos, vallas, pasacalles y carteles y sancionar a quienes violen las disposiciones.

#### Secretaría de Hacienda
La Tesorería de rentas municipales tendrá los siguientes objetivos: 
Recaudar todos los dineros que por diversos conceptos debe percibir el municipio. 
Efectuar al pago de todas las cuentas a cargo del municipio de Cúcuta. 
Guardar, custodiar y controlar los títulos, valores, garantías y prendas constituidas a favor del municipio. 
Tramitar los procesos por jurisdicción coactiva de los deudores morosos del municipio, de acuerdo con el artículo 155 del Decreto 1333 de 1986; y los Decretos Ley 1400 y 2019 de 1970; Decreto lo. de 1984 y demás disposiciones legales. 
Conceder plazos y prórrogas a los deudores morosos consultando siempre la capacidad económica de los contribuyentes y favoreciendo los intereses por mora de acuerdo a lo estipulado por la Ley. 
Manejar y rendir cuentas de los auxilios entregados por la nación, el departamento y otras entidades. Fijar las políticas a seguir en el cobro de aportes, participaciones y servicios de la nación, departamento, instituciones oficiales y semioficiales. 
Expedir los certificados de Paz y Salvo que por concepto de pago de impuestos le sean solicitados y que se encuentren al día. 

##### Rentas Municipales
Las rentas del Municipio pueden clasificarse así: ingresos tributarios; ingresos no tributarios; multas; rentas contra-actuales; participaciones; rentas ocasionales; ingresos compensados; ingresos de capital; recursos de balance. 
- Como ingresos tributarios se entiende los impuestos de predial y complementarios, industria y comercio, circulación y tránsito, espectáculos públicos, rifas, juegos permitidos, derechos de construcción.

- Como ingresos no tributarios se entienden aquellos como licencias de conducción, infracciones al Código de Urbanismo, multas policivas, multas de tránsito.

- Como rentas contra-actuales; la concesión de casinos, arrendamientos y alquiler de bóvedas.

- Como participaciones, las regalías petroleras, el IVA, el degüello de ganado mayor. Como rentas ocasionales: los intereses, reintegros, recursos de lotería.

- Como ingresos compensados; la sobretasa a los contratos, venta de ejidos, estampillas prodesarrollo, venta de formatos.

- Como ingresos de capital: los préstamos para diferentes obras.

- Como recursos de balance: los superávits; la cancelación de reservas.

#### Secretaría de Obras Públicas
El objetivo primordial de la Secretaría de Obras Públicas es atender lo relacionado con la programación, diseño, construcción y conservación de vías, puentes, parques y edificios municipales; realizar directamente o por contrato los programas, diseños, construcción de vías; controlar y supervisar las obras programadas y ejecutar la interventoría de ellas; prestar la atención técnica a las Juntas de Acción Comunal; a las comunas en sí y a los corregimientos; determinar las especificaciones técnicas de las obras que adelanta la administración; realizar los trabajos topográficos que se requieren para el diseño y construcciones; servir de enlace entre la comunidad y la administración. 

#### Secretaría de Educación
Fue creada por medio del Acuerdo n.º 002 del 10 de enero de 1946, reestructurada por medio del Acuerdo 002 de Fecha 3 de febrero de 1989 y reglamentada por el Decreto n.º 0249 de 15 de febrero de 1989. 
Velar por la construcción de planteles educativos, por su dotación y mantenimiento al igual que por las instalaciones deportivas, de Educación Física, y de recreación que se adelantan; velar por la provisión del profesorado necesario tanto para la parte urbana como de la Rural; dictar normas relacionadas con el sistema educativo, del pensum; mantener un estricto control de las escuelas y colegios, todo conforme a la Ley 60. 
Dentro de su jurisdicción debe velar por todos los medios por la erradicación de la marginalidad escolar. 
Sus funciones en general se pueden sintetizar así: 
- Administrar la Educación en el Municipio.
- Velar por la calidad y cobertura de la educación y su correcta prestación.
- Establecer las políticas, planes y programas necesarios.
- Fomentar la investigación e innovación del currículo
- Cofinanciar recursos
- Orientar la elaboración y ejecución de proyectos educativos.

#### Secretaría de Desarrollo y a la comunidad
La Secretaría de Desarrollo de la Comunidad fue creada mediante el Acuerdo n.º 057 del 13 de septiembre de 1989, para el establecimiento de programas y organismos que conduzcan al desarrollo integral de la comunidad cucuteña. 
En el aspecto social coordina todos los programas sociales de vivienda, atención a la población vulnerable, juventud, mujer, habitantes de la calle y otros de fundamental importancia. 
En el aspecto de la participación comunitaria y ciudadana desarrolla la asesoría y capacitación a la Juntas de Acción Comunal, a las Juntas Administradoras Locales y propicia la participación en tomas de decisiones de la comunidad y el apoyo a la gestión gubernamental. 
En el aspecto económico y administrativo diseña los planes y la ejecución de programas de apoyo a la pequeña y mediana empresa cucuteña, a la generación de empleo productivo, no burocrático, y a la organización de ferias y muestras empresariales. 
Y a través de la Unidad Municipal de Asistencia Técnica Agropecuaria - UMATA se ejecuta el Plan 
de Desarrollo Rural y Agrario que se elabora anualmente. 

#### Departamento Administrativo de Planeación
Fue creado con el objeto de elaborar y actualizar el plan integral de desarrollo del Municipio; las políticas directrices de crecimiento y su área de influencia; elaborar los planes sectoriales que componen el plan integral de desarrollo y los programas de inversión pública municipal; preparar y aplicar los reglamentos urbanos y demás normas y disposiciones legales necesarios para el cumplimiento del plan integral de desarrollo; elaborar las estadísticas básicas para la formulación y evaluación del plan integral del desarrollo; aprobar planos y presupuestos de toda nueva construcción y urbanización que se proyecte; conceder autorización para establecimiento de industrias, expedir permisos para obstáculos y ocupación de vías, otorgar las líneas de demarcación y paramento; expedir las nomenclaturas domiciliarias. 

#### Departamento Administrativo de Tránsito
Le corresponde como objeto primordial, planear, organizar, dirigir y con trola el tránsito terrestre dentro del Municipio de Cúcuta; cumplir y hacer cumplir las disposiciones del Código Nacional de Tránsito; fijar y cambiar las rutas urbanas de buses; otorgar y cancelar el permiso de funcionamiento de los talleres de reparación de los automotores; ejercer el control y vigilancia sobre las empresas de transporte; dictar normas sobre uso, sentido y utilización de las vías, velocidades permitidas, señalización, semaforización, zonas de estacionamiento, zonas de cargue y descargue, vías peatonales; iniciar las investigaciones sobre infracciones y delitos relacionados con tránsito; adelantar campañas de educación sobre el tránsito.
¿quisiera saber cual es la página de Circulación y tránsito de Cúcuta?

#### Centro Cultural Municipal
Fue creado para el fomento del desarrollo cultural en el Municipio de Cúcuta. Debe elaborar estudios para identificar los problemas y necesidades del Municipio en el campo cultural y elaborar planes y proyectos para satisfacerlos; promover la creación de la red municipal de centros culturales; organizar cursos de capacitación para promotores y líderes culturales; fomentar el estudio y la investigación sociocultural; contratar cuando lo considera necesario estudios, trabajos, e investigaciones de asuntos relacionados con el pasado histórico de la ciudad; promover, elaborar, ejecutar campañas orientadas a conservar los valores de la cultura cucuteña, el amor por la ciudad y la buena imagen de la misma; fomentar la literatura, el ensayo histórico, las artes plásticas, escénicas, cinematográficas; establecer estímulos, becas y ayudas económicas para los investigadores, intérpretes, creadores y artistas.

#### Departamento Jurídico
Debe asesorar al alcalde, secretarios deL despacho, jefes de departamentos administrativos y gerentes de instituciones descentralizados en lo relativo de la juridicidad 
de sus actuaciones y absolución de las consultas jurídicas; velar por el cumplimiento de las normas legales que regulan la Alcaldía; revisar los aspectos legales y constitucionales de los proyectos de acuerdos, contratos, decretos y resoluciones; atender las gestiones judiciales de los procesos y diligencias en los que sea parte o tenga interés el Municipio.

#### Control Interno
La Oficina de Control Interno fue creada bajo el marco legal de la Ley 87 del 29 de noviembre de 1993, según lo ordenado en la Constitución Política de Colombia; posteriormente el 15 de abril de 1996 según resolución n.º 0503 se conforma el Comité de Coordinación de Control Interno el cual implica el trabajo conjunto del Alcalde, Secretario General, Director de Planeación y el mismo Director de la Oficina de Control interno, para coordinar los objetivos, políticas, planes, metas y funciones de las dependencias de la Alcaldía Municipal de Cúcuta.

##### Finalidades
Lograr que la entidad bajo la responsabilidad de todos sus directivos, implemente los aspectos mínimos para orientar la aplicación del Control Interno, en este caso serían: 
- Establecer objetivos, metas y planes operativos que sean necesarios para el cumplimiento de su función.

- Definir políticas como guías de acción y procedimientos para la ejecución de los procesos.

- Establecer mecanismos que faciliten el control ciudadano a la gestión de la Alcaldía.

- Organizar métodos confiables para

la evaluación de la Gestión adelantada por la Alcaldía Municipal. 
- Establecer programas de inducción y actualización de directivos y demás personas de la entidad.

- Simplificación y actualización de normas y procedimientos dentro de la entidad.

##### Objetivos
Los objetivos del Control Interno se encuentran claramente definidos en la Ley 87/93, como lo son: 
- Proteger los recursos de la organización buscando su adecuada administración.

- Garantizar la eficacia, la eficiencia y la economía en todas las operaciones promoviendo y facilitando la correcta ejecución de las funciones y actividades.

- Velar porque todas las actividades y recursos de la organización estén dirigidos al cumplimiento de los objetivos de la entidad.

- Garantizar la correcta evaluación y seguimiento de la gestión de la organización.

- Definir y aplicar medidas para prevenir riesgos, detectar y corregir las desviaciones que se presenten y que puedan afectar el logro de los objetivos del Municipio.

- Disponer de mecanismos de verificación y evaluación que sean propios del Control Interno.

- Velar porque la entidad disponga de procesos de planeación y mecanismos adecuados para el diseño y desarrollo de la organización.

#### Prensa y Protocolo
La Oficina de Prensa y Relaciones Públicas de la Alcaldía, adquiere el nombre solo hasta 1996, fecha en la que se desliga de la dependencia de la Secretaría General, según el Decreto 641 del 31 de diciembre y se fijan conforme a la Ley sus objetivos y funciones. 
A través de la Oficina de Prensa y Relaciones Públicas, se planean, coordinan y dirigen las actividades de la Alcaldía en materia de comunicaciones, divulgaciones y publicaciones; al tiempo que se convierte en el órgano de prensa del Municipio mediante el cual se orienta al Jefe del Ejecutivo, los secretarios del despacho, directores de departamento y gerentes de las entidades descentralizadas en el manejo de la información. 
La actividad de la Oficina, no solamente se circunscribe al manejo de la información, le corresponde también la asistencia en el protocolo, mediante la realización de actos preparatorios a condecoraciones, ofrendas florales, seminarios y reuniones. Simultáneamente, esta dependencia prepara los decretos protocolarios, Los discursos del señor Alcalde y realiza un sinnúmero de videos institucionales bien sea de carácter informativo o como material de prensa sin editar. 
En resumen a esta dependencia le corresponde implícitamente el manejo de la imagen no solo del Alcalde de San José de Cúcuta, sino del conjunto de la administración que regenta.
- Datos: Q5811817